# Argentina na Letních olympijských hrách 1992
Argentina se účastnila Letní olympiády 1992 ve španělské Barceloně v 17 sportech. Zastupovalo ji 84 sportovců (67 mužů a 17 žen).

## Medailové pozice
| Medaile | Jméno                           | Sport | Disciplína   |
| ------- | ------------------------------- | ----- | ------------ |
| Bronz   | Christian Miniussi Javier Frana | Tenis | Muži čtyřhra |